# サーラワン県
サーラワン県（サーラワンけん）は、ラオス南部の県。
ボロベン高原に位置する。ボロベン高原は耕作に適しており、県内には牧歌的な農作地が広がっている。

## 行政区分
1. 14-06 コンセードーン郡（英語版）
2. 14-04 ラコーンペン郡（英語版）
3. 14-07 ラオガーム郡（英語版）
4. 14-01 サーラワン郡（英語版）
5. 14-08 サムアイ郡（英語版）
6. 14-02 タオーイ郡（英語版）
7. 14-03 トゥムラーン郡（英語版）
8. 14-05 ワーピー郡（英語版）